# サンビスタ (競走馬)
サンビスタは、日本の競走馬。馬名の由来はサンビスタ（サンバを愛してやまない人）で、父名・母名からの連想によるもの。
2014年のJBCレディスクラシック（JpnI）、2015年のチャンピオンズカップ（GI）などで勝利を挙げた。

## 出自
2009年、グランド牧場にて父スズカマンボ、母ホワイトカーニバルという同牧場生産の重賞馬同士の配合で生産された。グランド牧場に務めていた縁で角居勝彦厩舎に入厩する。

## 戦績

### 3 - 4歳
3歳（2012年）の3月に川田将雅騎手騎乗でデビュー。3戦目で未勝利戦を勝ち上がった。その後3着1回を挟み500万条件・1000万条件を連勝。4歳夏に主戦が岩田康誠騎手となり、1000万条件の竜飛崎特別を勝利した。しかし体質に懸念があり、前さばきも硬かったため一貫してダートコースを使われ、また常に休養を挟みながらの出走であった。5戦すべてがダート1800mのレースであった。

### 5歳
年明けこそ6着に敗れたが、続く門司ステークス（1600万特別）で角居をして「本格化した」と言わしめる快勝でオープン入り。オープン入り初戦はエンプレス杯に出走したが、同期のワイルドフラッパーから2秒以上離された3着に敗れている。
夏になり函館競馬場で行われたオープン特別マリーンステークスで牡馬相手に2着に好走すると、8月には門別競馬場で行われたブリーダーズゴールドカップをワイルドフラッパーを退けて制覇し、重賞ウィナーとなる。なお、この年からブリーダーズゴールドカップは牝馬限定戦となった。
その後、大井競馬場で行われたレディスプレリュードで再びワイルドフラッパーに敗れ2着となるも、続く盛岡競馬場で行われたJBCレディスクラシックではそのワイルドフラッパー等を下し、1馬身1/4差の勝利。見事にJpnIウィナーとなった。
その後は中京競馬場で行われたチャンピオンズカップで牡馬相手に3着に届くかとの勢いで猛追して4着に好走した。

### 6歳
年明け初戦のTCK女王盃を快勝すると、続くフェブラリーステークスでは7着に敗退。
その後もマリーンカップを勝ってかしわ記念で敗れるという、牝馬限定のJpnIIIを勝って牡馬相手のGIで敗れるということを繰り返した。本来であればクラブの規定上6歳春で引退となるが、関係者で協議し、例外として1年間引退を延ばすことになった。
その後はスパーキングレディーカップ3着、ブリーダーズゴールドカップ2着の後、レディスプレリュードを制覇。次いで大井競馬場で行われたJBCレディスクラシックに二連覇を目指して出走して1番人気に支持されたが、当時3歳のホワイトフーガに敗れて2着だった。
続くチャンピオンズカップではミルコ・デムーロが初騎乗。16頭中12番人気であったものの、レースでは先行勢の後ろに付けて直線を迎えると残り200メートル地点で馬ごみから抜け出し、残り100メートルでは前を行くコパノリッキー、ホッコータルマエを並ぶ間もなく交わし突き抜け優勝。牝馬の同競走制覇は初であり、もとよりJRAのダートGI制覇としても初であった。後年、角居は自著で「なぜ勝てたのか、いまでも説明できません。それも競馬です」「鞍上のミルコ・デムーロに神が降りたのかもしれません」、デムーロは「あのチャンピオンズCは、僕にとっても忘れられないレースです。なぜなら、初めて勝ったダートの重賞だし、初めて牝馬で勝ったGIだったから」「（勝因について）馬もバッチリの状態だったし、流れも位置取りも完璧。行きたいところが開いて、脚もあったし、すべてが完璧だったんじゃない？ そうじゃないとGIは勝つことができない。少しでも上手くいかないことがあると、どんなに強い馬でもハナ差で負けるのが競馬だから。そういう意味では、運がすごく良かったんだと思います」と回顧している。
チャンピオンズカップ後、東京大賞典への出走も検討されていたものの、関係者の協議により引退が決定、2015年12月17日付けで競走馬登録を抹消された。

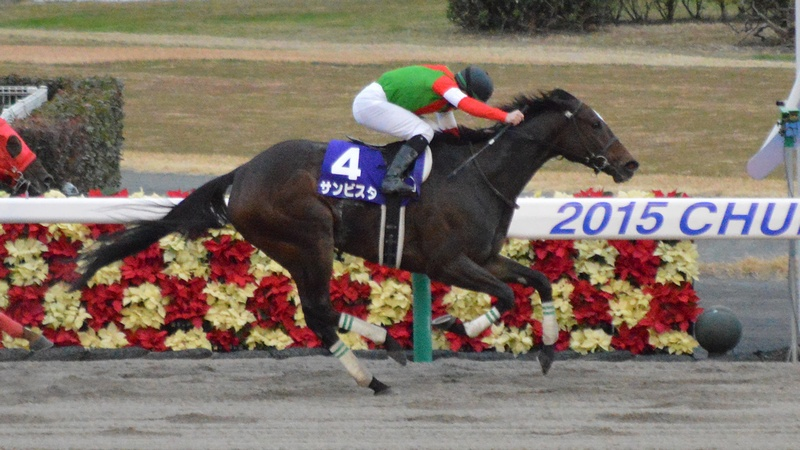
チャンピオンズC
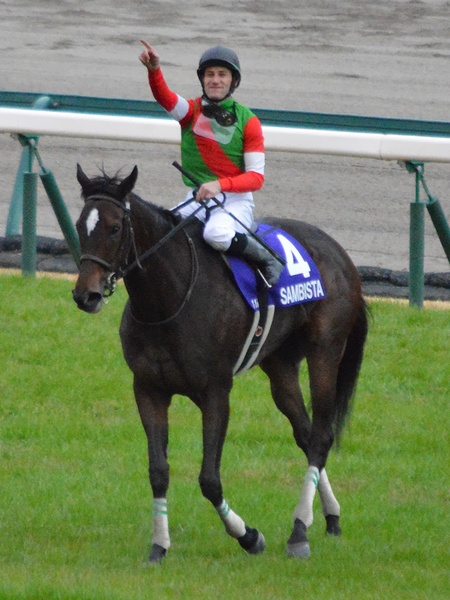
歓声に応えるデムーロ

## 競走成績
| 競走日     | 競馬場 | 競走名                | 格       | 距離（馬場）  | 頭 数 | 枠 番 | 馬 番 | オッズ （人気） | 着順 | タイム （上り3F） | 着差 | 騎手         | 斤量 | 1着馬（2着馬）         |
| ---------- | ------ | --------------------- | -------- | ------------- | ----- | ----- | ----- | --------------- | ---- | ----------------- | ---- | ------------ | ---- | ---------------------- |
| 2012.03.31 | 阪神   | 3歳未勝利             |          | ダ1800m（重） | 16    | 1     | 1     | 06.8（03人）    | 04着 | R1:57.5（37.2）   | -1.2 | 川田将雅     | 54kg | シルクシンフォニー     |
| 0000.04.14 | 阪神   | 3歳未勝利             |          | ダ1800m（重） | 10    | 5     | 5     | 07.5（02人）    | 06着 | R1:55.3（38.3）   | -1.1 | 川田将雅     | 54kg | トーブプリンセス       |
| 0000.05.05 | 京都   | 3歳未勝利             |          | ダ1800m（良） | 15    | 7     | 12    | 14.9（04人）    | 01着 | R1:55.2（37.5）   | -0.1 | 川田将雅     | 54kg | （ブライトポジー）     |
| 0000.09.16 | 阪神   | 3歳以上500万下        |          | ダ1800m（良） | 13    | 8     | 12    | 10.2（03人）    | 03着 | R1:53.4（38.0）   | -0.1 | 川田将雅     | 52kg | ショウナンマオ         |
| 0000.10.08 | 京都   | 3歳以上500万下        |          | ダ1800m（良） | 11    | 2     | 2     | 03.3（01人）    | 01着 | R1:52.3（36.5）   | -0.2 | 和田竜二     | 53kg | （タマモクララ）       |
| 2013.03.03 | 小倉   | 早鞆特別              | 1000万下 | ダ1700m（稍） | 16    | 8     | 16    | 10.2（04人）    | 01着 | R1:45.0（37.2）   | -0.2 | 吉田隼人     | 52kg | （シルクキングリー）   |
| 0000.03.17 | 中山   | 下総S                 | 1600万下 | ダ1800m（良） | 16    | 1     | 2     | 13.7（05人）    | 09着 | R1:54.1（38.6）   | -1.5 | 津村明秀     | 53kg | アントニオピサ         |
| 0000.04.13 | 中山   | 総武S                 | 1600万下 | ダ1800m（良） | 16    | 4     | 8     | 37.4（08人）    | 03着 | R1:52.8（37.2）   | -0.8 | 蛯名正義     | 55kg | アメリカンウィナー     |
| 0000.07.14 | 函館   | 駒場特別              | 1000万下 | ダ1700m（良） | 13    | 7     | 10    | 04.6（04人）    | 03着 | R1:44.3（36.8）   | -0.3 | 岩田康誠     | 55kg | ヒルノマドリード       |
| 0000.07.28 | 函館   | 竜飛崎特別            | 1000万下 | ダ1700m（稍） | 13    | 5     | 7     | 02.7（01人）    | 01着 | R1:44.0（36.5）   | -0.0 | 岩田康誠     | 55kg | （カチューシャ）       |
| 2014.01.05 | 京都   | 初夢S                 | 1600万下 | ダ1800m（良） | 15    | 6     | 11    | 16.9（09人）    | 03着 | R1:51.2（37.0）   | -0.5 | 岩田康誠     | 55kg | マイネルバイカ         |
| 0000.01.18 | 京都   | 雅S                   | 1600万下 | ダ1900m（良） | 14    | 5     | 8     | 03.9（01人）    | 06着 | R1:59.6（36.5）   | -0.6 | 岩田康誠     | 55kg | クリノヒマラヤオー     |
| 0000.02.16 | 小倉   | 門司S                 | 1600万下 | ダ1700m（稍） | 15    | 4     | 7     | 03.3（01人）    | 01着 | R1:43.1（36.9）   | -0.2 | D.バルジュー | 54kg | （カチューシャ）       |
| 0000.03.05 | 川崎   | エンプレス杯          | JpnII    | ダ2100m（不） | 13    | 4     | 5     | 05.2（02人）    | 03着 | R2:14.3（39.2）   | -0.2 | D.バルジュー | 55kg | ワイルドフラッパー     |
| 0000.07.13 | 函館   | マリーンS             | OP       | ダ1700m（良） | 13    | 5     | 6     | 05.1（02人）    | 02着 | R1:43.5（36.6）   | -0.1 | 岩田康誠     | 53kg | ロイヤルクレスト       |
| 0000.08.14 | 門別   | ブリーダーズGC        | JpnIII   | ダ2000m（良） | 14    | 8     | 13    | 04.3（02人）    | 01着 | R2:07.4（39.3）   | -0.7 | 岩田康誠     | 55kg | （ワイルドフラッパー） |
| 0000.10.02 | 大井   | レディスプレリュード  | JpnII    | ダ1800m（良） | 10    | 3     | 3     | 02.5（02人）    | 02着 | R1:51.8（36.2）   | -0.3 | 岩田康誠     | 55kg | ワイルドフラッパー     |
| 0000.11.03 | 盛岡   | JBCレディスクラシック | JpnI     | ダ1800m（良） | 16    | 5     | 10    | 04.9（02人）    | 01着 | R1:49.3（36.6）   | -0.2 | 岩田康誠     | 55kg | （トロワボヌール）     |
| 0000.12.07 | 中京   | チャンピオンズC       | GI       | ダ1800m（良） | 16    | 5     | 10    | 67.4（15人）    | 04着 | R1:51.4（36.3）   | -0.4 | 松田大作     | 55kg | ホッコータルマエ       |
| 2015.01.21 | 大井   | TCK女王盃             | JpnIII   | ダ1800m（稍） | 8     | 5     | 5     | 01.8（01人）    | 01着 | R1:52.3（36.5）   | -0.4 | C.デムーロ   | 57kg | （アクティビューティ） |
| 0000.02.22 | 東京   | フェブラリーS         | GI       | ダ1600m（良） | 16    | 5     | 9     | 15.6（06人）    | 07着 | R1:36.7（36.2）   | -0.4 | C.デムーロ   | 55kg | コパノリッキー         |
| 0000.04.14 | 船橋   | マリーンC             | JpnIII   | ダ1600m（不） | 12    | 6     | 8     | 01.6（01人）    | 01着 | R1:38.4（37.0）   | -0.8 | 岩田康誠     | 58kg | （トロワボヌール）     |
| 0000.05.05 | 船橋   | かしわ記念            | JpnI     | ダ1600m（良） | 10    | 1     | 1     | 02.9（02人）    | 05着 | R1:39.2（38.8）   | -1.8 | 岩田康誠     | 55kg | ワンダーアキュート     |
| 0000.07.01 | 川崎   | スパーキングレディーC | JpnIII   | ダ1600m（重） | 12    | 6     | 7     | 01.4（01人）    | 03着 | R1:41.7（39.8）   | -0.9 | 岩田康誠     | 58kg | トロワボヌール         |
| 0000.08.13 | 門別   | ブリーダーズGC        | JpnIII   | ダ2000m（良） | 14    | 6     | 10    | 02.6（01人）    | 02着 | R2:08.1（38.5）   | -0.0 | 岩田康誠     | 58kg | アムールブリエ         |
| 0000.10.01 | 大井   | レディスプレリュード  | JpnII    | ダ1800m（稍） | 14    | 7     | 12    | 02.5（02人）    | 01着 | R1:50.2（36.3）   | -0.4 | 岩田康誠     | 57kg | （トロワボヌール）     |
| 0000.11.03 | 大井   | JBCレディスクラシック | JpnI     | ダ1800m（不） | 15    | 3     | 6     | 01.3（01人）    | 02着 | R1:52.6（40.1）   | -1.1 | 岩田康誠     | 55kg | ホワイトフーガ         |
| 0000.12.06 | 中京   | チャンピオンズC       | GI       | ダ1800m（良） | 16    | 2     | 4     | 66.4（12人）    | 01着 | R1:50.4（37.4）   | -0.2 | M.デムーロ   | 55kg | （ノンコノユメ）       |

- タイム欄のRはコースレコード勝ちを示す

## 引退後
引退後は自身の生まれたグランド牧場で繁殖牝馬となることとなり、2015年12月18日に牧場入りしている。2017年2月8日、ルーラーシップとの間に黒鹿毛の牝馬を出産した。

### 繁殖成績
|       | 生年   | 馬名             | 性 | 毛色   | 父             | 馬主                                 | 厩舎                                                             | 主な勝ち鞍                   | 戦績                  |
| ----- | ------ | ---------------- | -- | ------ | -------------- | ------------------------------------ | ---------------------------------------------------------------- | ---------------------------- | --------------------- |
| 初仔  | 2017年 | サンジョアン     | 牝 | 黒鹿毛 | ルーラーシップ | （株）ヒダカ・ブリーダーズ・ユニオン | 栗東・角居勝彦 →北海道・角川秀樹 →盛岡・櫻田康二 →美浦・伊藤圭三 |                              | 10戦2勝（引退・繁殖） |
| 2番仔 | 2018年 | エスミラクル     | 牝 | 青鹿毛 | モーリス       | （有）グランド牧場                   | 栗東・藤原英昭                                                   |                              | 2戦0勝（引退・繁殖）  |
| 3番仔 | 2019年 | ジレトール       | 牡 | 鹿毛   | ロードカナロア | （有）キャロットファーム             | 栗東・松永幹夫                                                   | 天王山S（OP）、松風月S（OP） | 25戦6勝（現役）       |
| 4番仔 | 2021年 | アンリーベイビー | 牝 | 黒鹿毛 | ロードカナロア | 三木正浩                             | 栗東・安田隆行 →栗東・茶木太樹\|                                 | 10戦1勝（現役）              |                       |
| 5番仔 | 2022年 | マキシマムビスタ | 牝 | 栗毛   | ヘニーヒューズ | （株）OUMA                           | 栗東・斉藤崇史                                                   |                              | 4戦1勝（現役）        |
| 6番仔 | 2023年 | アンジュプロミス | 牝 | 鹿毛   | ドレフォン     | 竹下浩一                             | 栗東・矢作芳人                                                   |                              | （デビュー前）        |
| 7番仔 | 2024年 | サンビスタの2024 | 牝 | 鹿毛   | ロードカナロア |                                      |                                                                  |                              |                       |

- 2025年4月16日現在

## 血統表
| サンビスタの血統                | サンビスタの血統                                     | サンビスタの血統                                     | （血統表の出典）                                     | （血統表の出典） |
| 父系                            | サンデーサイレンス系                                 | サンデーサイレンス系                                 | サンデーサイレンス系                                 | [ § 2 ]          |
| 父 スズカマンボ 2001 鹿毛       | 父の父*サンデーサイレンス Sunday Silence 1986 青鹿毛 | Halo                                                 | Hail to Reason                                       | Hail to Reason   |
| 父 スズカマンボ 2001 鹿毛       | 父の父*サンデーサイレンス Sunday Silence 1986 青鹿毛 | Halo                                                 | Cosmah                                               |                  |
| 父 スズカマンボ 2001 鹿毛       | 父の父*サンデーサイレンス Sunday Silence 1986 青鹿毛 | Wishing Well                                         | Understanding                                        | Understanding    |
| 父 スズカマンボ 2001 鹿毛       | 父の父*サンデーサイレンス Sunday Silence 1986 青鹿毛 | Wishing Well                                         | MountainFlower                                       |                  |
| 父 スズカマンボ 2001 鹿毛       | 父の母スプリングマンボ 1995 鹿毛                     | Kingmambo                                            | Mr.Prospector                                        | Mr.Prospector    |
| 父 スズカマンボ 2001 鹿毛       | 父の母スプリングマンボ 1995 鹿毛                     | Kingmambo                                            | Miesque                                              |                  |
| 父 スズカマンボ 2001 鹿毛       | 父の母スプリングマンボ 1995 鹿毛                     | *キーフライヤー                                      | Nijinsky II                                          | Nijinsky II      |
| 父 スズカマンボ 2001 鹿毛       | 父の母スプリングマンボ 1995 鹿毛                     | *キーフライヤー                                      | Key Partner                                          |                  |
| 母 ホワイトカーニバル 2000 芦毛 | 母の父*ミシル 1988 芦毛                              | Miswaki                                              | Mr.Prospector                                        | Mr.Prospector    |
| 母 ホワイトカーニバル 2000 芦毛 | 母の父*ミシル 1988 芦毛                              | Miswaki                                              | Hopespringseternal                                   |                  |
| 母 ホワイトカーニバル 2000 芦毛 | 母の父*ミシル 1988 芦毛                              | April Edge                                           | The Axe                                              | The Axe          |
| 母 ホワイトカーニバル 2000 芦毛 | 母の父*ミシル 1988 芦毛                              | April Edge                                           | April Bloom                                          |                  |
| 母 ホワイトカーニバル 2000 芦毛 | 母の母イエローブルーム 1989 栗毛                     | *パークリージェント                                  | Vice Regent                                          | Vice Regent      |
| 母 ホワイトカーニバル 2000 芦毛 | 母の母イエローブルーム 1989 栗毛                     | *パークリージェント                                  | Miss Attractive                                      |                  |
| 母 ホワイトカーニバル 2000 芦毛 | 母の母イエローブルーム 1989 栗毛                     | グランドリーム                                       | トウショウボーイ                                     | トウショウボーイ |
| 母 ホワイトカーニバル 2000 芦毛 | 母の母イエローブルーム 1989 栗毛                     | グランドリーム                                       | * エリモルーシー                                     |                  |
| 母系(F-No.)                     | エリモルーシー系(FN:14-h)                            | エリモルーシー系(FN:14-h)                            | エリモルーシー系(FN:14-h)                            | [ § 3 ]          |
| 5代内の近親交配                 | Mr. Prospector 4×4=12.50%、Northern Dancer 5×5=6.25% | Mr. Prospector 4×4=12.50%、Northern Dancer 5×5=6.25% | Mr. Prospector 4×4=12.50%、Northern Dancer 5×5=6.25% | [ § 4 ]          |
| 出典                            | 1. 2. 3. 4.                                          | 1. 2. 3. 4.                                          | 1. 2. 3. 4.                                          | 1. 2. 3. 4.      |

- 母ホワイトカーニバルはフェアリーステークスの勝ち馬[16]。
- 甥にハヤブサナンデクン、従兄弟（母の半妹の仔）にメイショウダッサイ、ピンクドッグウッドがいる。